# Das neue Schlageralbum
Albums de Mireille Mathieu
Die schönsten deutschen Volkslieder
(1977) Der Rhein und Das Lied von der Elbe
(1978)
Das neue Schlageralbum est un album allemand de la chanteuse française Mireille Mathieu sorti en Allemagne en 1977 sous le label Ariola.

## Chansons de l'album
- Face 1

1. Die Liebe kennt nur der, der sie verloren hat (Günther Behrle/Christian Bruhn)
2. S'agapo (Das heißt ich liebe dich) (Robert Jung/Christian Bruhn)
3. Nimm noch einmal die Gitarre (Michael Kunze/Christian Bruhn)
4. Glory, glory, halleluja (Kurt Hertha)
5. Geh, bevor die Nacht beginnt (Jörg von Schenckendorff/Christian Bruhn)

- Face 2

1. Wem gehört die Welt (Kurt Hertha/Christian Bruhn)
2. Darum leg ich meinen Arm um dich (Michael Holm/Christian Bruhn)
3. On verra (Fred Jay/Christian Bruhn)
4. Wie groß ist die Welt (Jörg von Schenckendorff/Christian Bruhn)
5. Walzer der Liebe (Christian Bruhn/Robert Jung)
6. Sing das Lied vom schönen Morgen (Fred Jay/Christian Bruhn)